# ریک فان اسلوکه
ریک فان اسلوکه (انگلیسی: Rik Van Slycke؛ زادهٔ ۳ فوریهٔ ۱۹۶۳) دوچرخه‌سوار اهل بلژیک است.